# Antigona
|  | Aquest article tracta sobre L'òpera de Tomaso Traetta. Vegeu-ne altres significats a «Antígona». |

Antigona és una òpera en tres actes composta per Tommaso Traetta sobre un llibret italià de Marco Coltellini, basat en Antígona de Sòfocles. S'estrenà al Teatre Imperial de Sant Petersburg l'11 de novembre de 1772. És considerada la seva obra mestra.

## Rols
| Rol      | Tipus de veu | Estrena, 1772       |
| -------- | ------------ | ------------------- |
| Antigona | soprano      | Caterina Gabrielli  |
| Ismene   | soprano      | Francesca Gabrielli |
| Creonte  | tenor        | Antonio Prati       |
| Emone    | castrato     | Angiolo Monanni     |
| Adrasto  | tenor        | Antonio Amati       |

## Argument

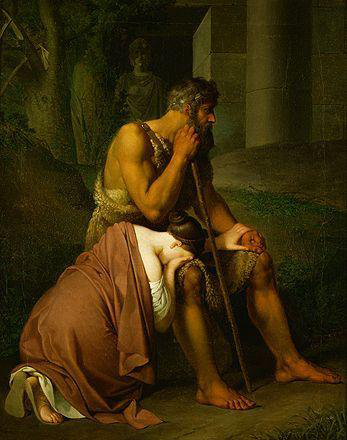
Èdip i Antígona de Johann Peter Krafft (1809)

### Context
El rerefons de l'òpera és el mite d'⁣Èdip. Èdip ha estat expulsat de Tebes, la ciutat on regnava, després que es va descobrir que havia matat el seu pare i s'havia casat amb la seva mare. Deixà quatre fills: Etèocles, Polinices, Antígona i Ismene. Creont, cunyat d'Èdip, declara que el tron vacant de Tebes serà compartit ara pels dos fills, Etèocles i Polinices, governant alternativament, però els dos s'han barallat. Per evitar una guerra, Creont decreta que tots dos haurien de lluitar en combat per decidir qui serà el rei.

### Acte I
Eteocles i Polinices (interpretats per ballarins de ballet) lluiten en combat singular i es maten mútuament. Adrast ofereix ara la corona a Creont, qui declara que Eteocles serà enterrat amb tots els honors. Polinices, però, serà deixat sense enterrar perquè va començar una guerra contra Tebes quan no va aconseguir el que volia. Les germanes de Polinices, Antígona i Ismene, estan desconsolades. Antígona decideix enterrar el seu germà desafiant el decret de Creont. Ismene espera que el fill de Creont, Hemó (qui està enamorat d'Antígona), pugui persuadir el seu pare perquè mostri misericòrdia cap al difunt Polinices.

### Acte II

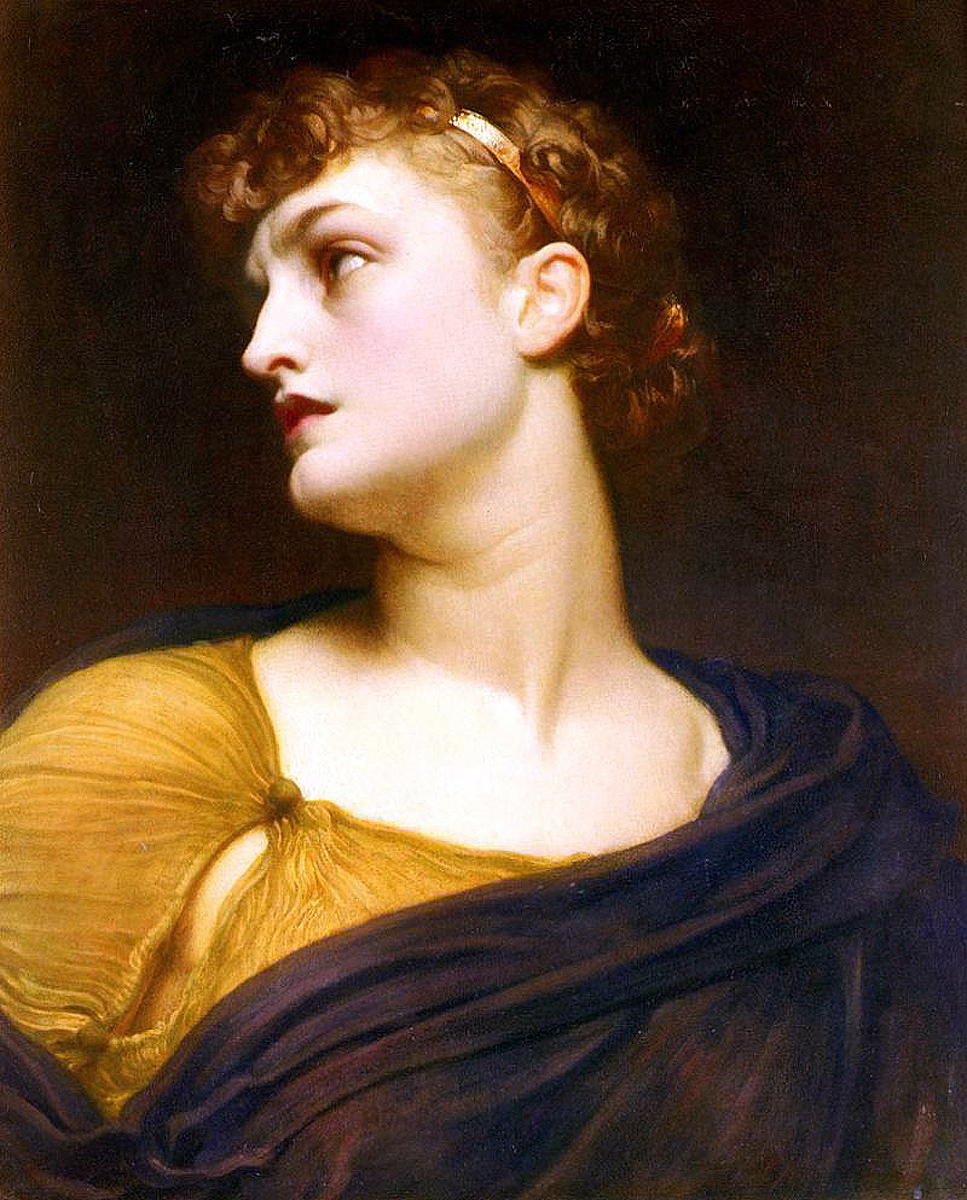
Antígona de Frederic Leighton, 1882

Antígona crema Polinices durant la nit. Hemó arriba per advertir-la just abans que Adrast i els seus guàrdies arribin. Adrast s'adona que les ordres de Creont han estat desobeïdes. Creu que Hemó és el culpable i l'arresta. Creont el condemna a mort, però Antígona arriba per explicar que la cremació és obra seva. Creont la condemna a ser emparedada viva en una cova.

### Acte III
Creont i els tebans observen mentre Antígona és emparedada a la cova. Adrast porta la notícia que Hemó aparentment s'ha suïcidat. Creont torna de pressa a Tebes. Però Hemó ha sobreviscut i arriba a la cova on pensa morir amb Antígona. Aconsegueix arribar a ella a través d'una esquerda a la roca. Mostra el punyal que ha portat, que els permetrà tenir una mort ràpida i evitar una lenta inanició. En aquell moment, se sent un soroll quan els soldats derroquen el mur. Creont s'ha penedit de la seva acció i ha revocat la condemna a mort. Demana a Antígona i Hemó que perdonin la seva duresa. L'òpera acaba amb una cerimònia de casament per als dos amants rescatats.

## Enregistrament
- Antigona – María Bayo, Anna Maria Panzarella, Carlo Vicente Allemano, Laura Polverelli, Gilles Ragon, Les Talens Lyriques, dirigida per Christophe Rousset (Decca, 2000)